# Cyphon cooperi
Cyphon cooperi är en skalbaggsart som beskrevs av Schaeffer 1931. Cyphon cooperi ingår i släktet Cyphon och familjen mjukbaggar. Inga underarter finns listade i Catalogue of Life.